# Szara propaganda
Szara propaganda – rodzaj propagandy, charakteryzujący się tym, że źródło jej pochodzenia jest dla odbiorcy nieznane i może się on jedynie domyślać jej pochodzenia. 
Przykładem takich działań są poczynania brytyjskiego Komitetu Propagandy Podziemnej (Underground Propaganda Committee, UPC) w czasie II wojny światowej polegające na rozprzestrzenianiu plotek o rzekomej nowej brytyjskiej broni umożliwiającej podpalenie morza.